# Liste der Monuments historiques in Saint-Laurent-Médoc
Die Liste der Monuments historiques in Saint-Laurent-Médoc führt die Monuments historiques in der französischen Gemeinde Saint-Laurent-Médoc auf.

## Liste der Bauwerke
| Bezeichnung                | Beschreibung                  | Standort | Kennzeichnung | Schutzstatus | Datum | Bild           |
| -------------------------- | ----------------------------- | -------- | ------------- | ------------ | ----- | -------------- |
| Schloss Balac              | Erbaut 1776                   | (Lage)   | PA33000152    | Inscrit      | 2011  |                |
| Kirche Notre-Dame in Benon | Erbaut im 12./13. Jahrhundert | (Lage)   | PA00083756    | Classé       | 1972  | weitere Bilder |
| Kirche St-Laurent          | Erbaut im 12. Jahrhundert     | (Lage)   | PA00083757    | Inscrit      | 1925  | weitere Bilder |

## Liste der Objekte
- Monuments historiques (Objekte) in Saint-Laurent-Médoc in der Base Palissy des französischen Kultusministeriums